# Darowice
Darowice – wieś w Polsce położona w województwie podkarpackim, w powiecie przemyskim, w gminie Fredropol.
| SIMC    | Nazwa             | Rodzaj    |
| ------- | ----------------- | --------- |
| 0602242 | Kolonia Darowicka | część wsi |

Wieś królewska położona była w 1589 roku w starostwie przemyskim w ziemi przemyskiej województwa ruskiego. W latach 1975–1998 miejscowość administracyjnie należała do województwa przemyskiego.
W II Rzeczypospolitej wieś w powiecie przemyskim w województwie lwowskim.
W latach 1945–1947 nacjonaliści ukraińscy z OUN-UPA zamordowali tutaj 17 Polaków, w tym 3 żołnierzy Wojska Polskiego.

## Zabytki
We wsi stoi murowana cerkiew, zbudowana w latach 1908–1909, odnowiona w 1923. Obecnie jest użytkowana przez wiernych kościoła rzymskokatolickiego pod wezwaniem Matki Bożej Różańcowej. Obok kościoła zachowała się dzwonnica zbudowana około 1923.
W kościele znajduje się antyminus (forma przenośnego ołtarza) z 1919, który przedstawia czterech ewangelistów i złożenie Pana Jezusa do grobu, kiwot (ukraińskie tabernakulum) oraz dwie chorągwie.
Na cmentarzu zachowało się kilka nagrobków ukraińskich - w tym mogiła żołnierza UPA Michała Kaczmara (zabitego 15 lipca 1946) oraz grobowiec 3 Polaków zabitych 13 marca 1945 przez bojówkę. Na cmentarzu są też pochowani żołnierze z I wojny światowej (głównie Węgrzy) - obecnie zatarte kwatery, zajęte przez nowe.

## Demografia
- 1785 - 184 grekokatolików, 10 rzymskich katolików, 6 żydów
- 1840 - 254 grekokatolików
- 1859 - 255 grekokatolików
- 1879 - 236 grekokatolików
- 1899 - 242 grekokatolików
- 1926 - 510 grekokatolików
- 1938 - 552 grekokatolików, 65 rzymskich katolików, 7 żydów